# Zuid-Jakarta
Zuid-Jakarta (Indonesisch: Jakarta Selatan) is een administratieve stad (kota administrasi) binnen Jakarta, Indonesië. Zuid-Jakarta heeft een oppervlakte van 141,27 km² en per 2018 een kleine 2,3 miljoen inwoners.
Zuid-Jakarta wordt begrensd door West- en Centraal-Jakarta in het noorden; Oost-Jakarta in het oosten; Depok in het zuiden; en Tangerang en Zuid-Tangerang in het westen.
De dierentuin Ragunan Zoo en het zakencentrum en diplomatiek centrum Kuningan liggen in deze stadsgemeente.

## Onderdistricten
Jakarta Selatan is opgedeeld in tien onderdistricten (kecamatan):
- Kebayoran Baru
- Kebayoran Lama
- Pesanggrahan
- Cilandak
- Pasar Minggu
- Jagakarsa
- Mampang Prapatan
- Pancoran
- Tebet
- Setiabudi